# HMS Andrew (P423)
Pour les autres navires du même nom, voir HMS Andrew.
Le HMS Andrew (pennant number : P423) était un sous-marin britannique de classe Amphion de la Royal Navy. Il fut construit par Vickers-Armstrongs et lancé le 6 avril 1946.
Le sous-marin a été équipé en 1964 d’un canon de pont de 4 pouces (102 mm) pour le service pendant la confrontation Indonésie-Malaisie pour contrer les jonques de blocus. L’arme a tiré pour la dernière fois en décembre 1974. Il a été vendu en 1977 et a été démantelé.
Le HMS Andrew fut brièvement le plus ancien sous-marin de classe Amphion restant en service. Il fut aussi le dernier sous-marin britannique doté d’un canon de pont, le dernier sous-marin britannique conçu pour la Seconde Guerre mondiale en service, et le premier sous-marin à utiliser un « schnorchel » pour traverser l’Atlantique, en mai 1953.

## Conception
Comme tous les sous-marins de classe Amphion, le HMS Andrew avait un déplacement de 1 360 tonnes à la surface et de 1 590 tonnes lorsqu’il était immergé. Il avait une longueur totale de 89,46 m, un maître-bau de 6,81 m et un tirant d'eau de 5,51 m. Le sous-marin était propulsé par deux moteurs diesel à huit cylindres Admiralty ML développant chacun une puissance de 2 150 ch (1 600 kW). Il possédait également quatre moteurs électriques, produisant chacun 625 ch (466 kW) qui entraînaient deux arbres d'hélice. Il pouvait transporter un maximum de 219 tonnes de gazole, mais il transportait habituellement entre 159 et 165 tonnes.
Le sous-marin avait une vitesse maximale de 18,5 nœuds (34,3 km/h) en surface et de 8 nœuds (15 km/h) en immersion. Lorsqu’il était immergé, il pouvait faire route à 3 nœuds (5,6 km/h) sur 90 milles marins (170 km) ou à 8 nœuds (15 km/h) sur 16 milles marins (30 km). Lorsqu’il était en surface, il pouvait parcourir 15200 milles marins (28 200 km) à 10 nœuds (19 km/h) ou 10500 milles marins (19 400 km) à 11 nœuds (20 km/h). Le HMS Andrew était équipé de dix tubes lance-torpilles de 21 pouces (533 mm), d’un canon naval QF de 4 pouces Mk XXIII, d’un canon de 20 mm Oerlikon et d’une mitrailleuse Vickers de .303 British. Ses tubes lance-torpilles étaient montés à la proue et la poupe, et il pouvait transporter vingt torpilles. Son effectif était de soixante et un membres d’équipage.

## Engagements
Le HMS Andrew est construit par Vickers-Armstrongs à Barrow-in-Furness. Sa quille fut posée le 13 août 1945, il est lancé le 6 avril 1946 et mis en service le 16 mars 1948. Son insigne représente une croix de saint André (Andrew en anglais) blanche sur fond bleu, comme le drapeau de l'Écosse, surmontée de deux chardons entrecroisés. Le chardon est le symbole national de l'Écosse. 
En septembre 1950, le HMS Andrew appareille pour le Canada pour un déploiement de trois mois avec la Marine royale canadienne. En février 1953, le HMS Andrew a été déployé aux Bermudes pour s’entraîner avec le croiseur Quebec de la Marine royale canadienne, le destroyer Huron et le dragueur de mines Portage. En juin 1953, le HMS Andrew est devenu le premier sous-marin à traverser l’Atlantique en immersion pendant tout le voyage, quittant les Bermudes et arrivant le 15 juin dans la Manche. Au cours du voyage, un moteur diesel a été endommagé et un périscope a mal fonctionné, mais les deux ont été réparés en immersion. Le sous-marin revenait de son déploiement dans la Marine royale canadienne.
Le sous-marin a été utilisé pour incarner le sous-marin à propulsion nucléaire de la marine des États-Unis fictif USS Sawfish dans le film de 1959 de Stanley Kramer Le Dernier Rivage.